# Zainab Fasiki

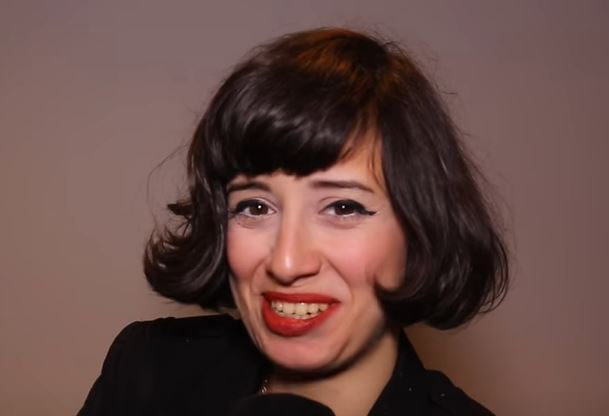
Zainab Fasiki (2018)

Zainab Fasiki (arabisch زينب فاسيكي, DMG Zainab Fāsīkī; geboren am 21. Juli 1994 in Fès) ist eine marokkanische Illustratorin, Aktivistin für Frauenrechte und Maschinenbauingenieurin. Internationale Bekanntheit erlangte sie ab 2019, nachdem sie ihre französischsprachige Graphic Novel Hshouma, corps et sexualité au Maroc (dt. Hshouma, Körper und Sexualität in Marokko) veröffentlicht hatte, die auch ins Marokkanisch-Arabische, Englische, Spanische, Italienische und in die galicische Sprache übersetzt wurde.

## Leben und Karriere
Zainab Fasiki wuchs in ihrer Geburtsstadt Fès auf, wo sie im Alter von 4 Jahren mit dem Malen begann. Seit 2014 lebt sie in Casablanca. Sie schloss sich dem Comicbuch-Kollektiv Skefkef an und veröffentlichte 2017 ihren ersten feministischen Comicstrip Omor, in dem sie die Schwierigkeit im Leben einer Frau in Marokko darstellt. Über die Protagonisten, die junge marokkanische Frauen sind, prangert sie soziale Ungleichheit zwischen Frauen und Männern an.
Fasiki veröffentlicht ihre Werke auf Social Media und als Graphic Novels. Darin kritisiert sie Zensur, gesellschaftliche Tabus und die Vorstellung von Scham in Marokko. Neben ihrer freiberuflichen Arbeit ist sie zudem die Gründerin des Kollektivs „Women Power“, das die Teilnahme von 20 Frauen an Workshops über Frauenrechte förderte.
Viele der Illustrationen Fasikis sind Selbstporträts, in denen sie sich häufig nackt darstellt, von Frauen im traditionellen marokkanischen Hamam inspiriert oder als Comicfiguren wie Wonder Woman gezeichnet. Eines ihrer bekanntesten Bilder stellt eine nackte, komplett grüne Figur ihrerselbst dar, die über Casablanca wacht. Das Bild trägt den Titel „The Protector of Casablanca“ (Der Beschützer von Casablanca) und sie sieht die Figur als einen Versuch an, gegen die tägliche Belästigung auf den Straßen anzukämpfen. In ihren Comics haben die Frauen manchmal keine Augen, weil sie meint, dass in der Gesellschaft, in der sie lebt, Frauen als Statuen angesehen würden und sie wolle sie aber als freie Menschen. Einer ihrer Comics entstand auf Grundlage eigener Erfahrungen, in öffentlichen Verkehrsmitteln belästigt zu werden; es trägt den Titel „Buses are made to transport people, not to rape girls“ (Busse sollen Personen befördern und sind nicht dafür da, Mädchen zu vergewaltigen). Fasiki sagt, dass sie sich in Marokko und mit ihrer Kunst niemals frei gefühlt habe, da die Verlage sehr widerwillig sind, ihre Arbeiten zu drucken. Sie bevorzugt es, Frauen ohne Kleidung zu malen, die stark und ohne Angst sind. Sie möchte weibliche Körper in der Kunst und in den Medien tabulos darstellen. So macht sie es auch in ihren Comics über sexuelle Aufklärung, die sie im Skefkef-Magazin veröffentlichte. Sie möchte damit der Gewalt gegen Frauen und der patriarchalen Sicht auf Frauen als sexuelle Objekte entgegentreten.

### Hshoumaund andere Werke
Fasiki erlangte mit ihrer Sammlung von Zeichnungen von 2018, die das Hshouma-Projekt heißt, Bekanntheit. Darin zeichnete sie im Comicstil Bilder nackter Frauen, um gegen Doppelmoral und sexuelle Tabus aufzurufen. Hshouma („Schande“ auf Marokkanisch-Arabisch) wurde erstmals auf einer Ausstellung im Anschluss eines Workshop in einem Kunstzentrum in Madrid öffentlich gezeigt. Später wurde es als Graphic Novel auf Marokkanisch-Arabisch, Englisch, Spanisch, Italienisch und in weiteren Sprachen veröffentlicht.
Im Oktober 2018 ging sie eine Kooperation mit dem Hochkommissariat der Vereinten Nationen für Flüchtlinge in Marokko ein, um die Geschichte von vier Flüchtlingen aus der Subsahara zu animieren, darunter eine Frau, die der weiblichen Genitalverstümmelung unterworfen wurde. Im November 2018 wurde ihre Arbeit in der Kunstgalerie Le Cube in Rabat ausgestellt. Im Oktober 2019 wurde sie vom Time Magazine für ihr Comicbuch Hshouma als „Next Generation Leader“ benannt. Sie illustrierte 2020 das französische Buch L'amour fait loi (Liebe ist Gesetz) über sexuelle Diskriminierung, wobei die Texte von marokkanischen und französischen Autoren wie unter anderem Abdellah Taïa und Leïla Slimani stammten.
Fasiki benennt die ägyptische feministische Autorin Nawal El Saadawi und die französisch-iranische Illustratorin Marjane Satrapi als Vorbilder. Sie möchte dem westlichen Narrativ über Frauen im Mittleren Osten und Nordafrika, die dementsprechend angeblich entweder hypersexuell oder unterdrückt sein sollen, begegnen.

## Werk
- L'amour fait loi – Illustrationen von Zainab Fasiki, Éditions Le Sélénite, 2020
- Hshouma: Corps et Sexualité au Maroc. Arabic and French editions, Massot Éditions, 2019
- Feyrouz versus the World (2018)
- Omor: Only between us (2017)[16]